# Bank Tanzanii
Bank Tanzanii (sua. Benki Kuu ya Tanzania) – tanzański bank centralny z siedzibą w Dar es Salaam, otwarty 14 czerwca 1966 roku na mocy Ustawy o Banku Tanzanii z 1965.
Bank działa w oparciu o Ustawę o Banku Tanzanii z 2006 roku, według której do jego głównych zadań należy pełnienie funkcji banku centralnego, formułowanie, wdrażanie i odpowiedzialność za politykę monetarną, w tym za politykę kursową, a także emisja pieniądza, regulowanie i nadzór nad bankami i instytucjami finansowymi oraz utrzymywanie i zarządzanie rezerwami walutowymi i złotowymi.
Według art. 6 Ustawy o Banku Tanzanii, Bank Tanzanii powinien także regulować, monitorować i nadzorować systemy płatnicze, rozrachunkowe i clearingowe, w tym wszelkie produkty i usługi z nimi związane, a także kontrolować te systemy we wszelkich bankach, instytucjach finansowych, firmach i dostawcach usług związanych z infrastrukturą.
Według art. 7 Ustawy o Banku Tanzanii, głównym celem Banku Tanzanii powinno być formułowanie, definiowanie i wdrażanie polityki monetarnej ukierunkowanej na cele ekonomiczne w postaci utrzymania stabilności cen krajowych sprzyjających zbilansowanemu i zrównoważonemu wzrostowi gospodarki krajowej. Bank Tanzanii powinien także zapewniać integralność systemu finansowego oraz wspierać ogólną politykę gospodarczą rządu, a także promować rozsądne warunki monetarne, kredytowe i bankowe sprzyjające rozwojowi gospodarki kraju.

## Organizacja Banku Tanzanii
Bankiem Tanzanii zarządza Zarząd, składający się z prezesa (governor), trzech zastępców prezesa, Stałego Sekretarza Skarbu Zjednoczonej Republiki Tanzanii, Głównego Sekretarza Skarbu Rządu Zanzibaru oraz czterech dyrektorów niewykonawczych. Prezes banku oraz jego zastępcy są powoływani przez Prezydenta kraju na pięcioletnią kadencję. Dyrektorzy niewykonawczy są powoływani przez ministra finansów na trzyletnią kadencję.

### Lista prezesów Banku Tanzanii[3]
- Edwin I. Mtei (1966–1974)
- Charles Nyirabu (1974–1989)
- Gilman Rutihinda (1989–1993)
- Idris. M. Rashidi (1993–1998)
- Daudi T.S. Ballali (1998–2008)
- Benno Ndulu (od 8 stycznia 2008)